# Staurozoa
Staurozoa (stauro = cruz, zoa = animal) são uma classe do subfilo Medusozoa. Os estaurozoários são animais exclusivamente marinhos e de tamanhos pequenos (até cerca de 5cm de diâmetro). Diferente dos demais medusozoários, os estaurozoários não formam medusas livre natantes, mas sim medusas pedunculadas sésseis, sendo encontrados fixados em substratos como rochas, conchas e algas. São conhecidas atualmente cerca de 50 espécies de Staurozoa. O grupo é monotípico, tendo Stauromedusae como sua única ordem. Os Staurozoa ocorrem majoritariamente em altas latitudes, como nos polos e regiões temperadas, sendo poucas espécies encontradas em regiões tropicais e subtropicais. Geralmente habitam águas rasas em zonas entremarés e sublitorais.

## Sistemática e Taxonomia:
A classe Staurozoa foi proposta em 2004 por Antonio Carlos Marques e Allen Collins, inicialmente contendo a ordem extante Stauromedusae e a ordem extinta Conulatae que eram consideradas, anteriormente, ordens da classe Scyphozoa. Em 2006, Marques e Collins, em colaboração com paleontologistas, publicaram um novo trabalho onde o grupo Conulatae foi retirado da classe Staurozoa, sobrando apenas Stauromedusae dentro deste.